# Leopold Gracias
Leopold Ngoroboto Gracias (* 24. November 1949) ist ein ehemaliger tansanischer Hockeyspieler.
Gracias nahm mit der Tansanischen Hockeynationalmannschaft an den Olympischen Spielen 1980 in Moskau teil. Die Mannschaft verlor alle Spiele und belegte den sechsten und letzten Rang.